# Jidéhem
Jean De Mesmaeker, född 21 december 1935 i Bryssel, död 30 april 2017, var en belgisk serieskapare. Han var under artistnamnet Jidéhem bland annat upphovsman till Sofies äventyr. Han assisterade också Franquin (på Spirou och Gaston) och Walthéry (på Natascha).

## Biografi

### Bakgrund och Spirou
Jidéhem debuterade som serieskapare 1952 i tidningen Héroïc Albums, och 1954 skapade han detektivserien Ginger. 1957 började han arbeta för tidningen Spirou, och där blev han kvar hela sitt yrkesverksamma liv. 
På tidningen Spirou fick han börja som bakgrundstecknare åt André Franquin på Spirou-äventyret Buddhas fånge. Samarbetet på serien Spirou fortsatte ända fram till 1968. 1959 tecknade Jidéhem äventyret Experimentet som blev en mardröm helt på egen hand. Han fanns med från början när Gaston skapades och tuschade serien fram till 1968 då Franquin tog över hela arbetet.

### Marcinelleskolan och Sofie
I sin teckningsstil tillhörde Jidéhem Marcinelleskolan. Tekniska detaljer, miljöer och bilar var något av hans specialitet. Hans talanger utnyttjades till fullo i illustrationerna till Spirous bilsidor. Mellan 1957 och 1975 tecknade han dessa sidor och uppfann även speciellt för detta figuren "Starter".
Jidéhem drömde om att få göra sin egen serie, men Spirou-redaktionen ville inte låta honom ta upp serien Ginger eftersom man ansåg den vara alltför våldsam. 1963 skapade han en snällare äventyrsserie, Sofies äventyr. Där fanns figuren Starter (i Sverige kallad Startling) med som en av huvudfigurerna.

### Senare år
1979 tyckte redaktionen att Jidéhem skulle kunna göra ett nytt äventyr med Ginger. Man ansåg att censuren hade förändrat sina riktlinjer och därför nu skulle godta denna typ av serie. 
Jidéhem blev pensionär i början av 90-talet.